# Laguna Indijanci
Laguna Indijanci /španjolski laguna =lagoon. Stari domorodački oblik Ka-waik nepoznatog je značenja,/ pleme američkih Indijanaca porodice Keresan sa sjeverne obale rijeke Rio San José, oko 50 milja zapadno od Albuquerquea, Novi Meksiko. Svoj pueblo nazivaju Ka-waik i danas sa 7,700 pripadnika čine jedno od najjačih pueblo plemena. Današnji pueblo Laguna utemeljen je 1699. i sastoji se od 6 naselja: Encinal, Laguna, Mesita, Paguate, Paraje i Seama. 

## Društvo
Prema Morganu Lagune su bili organizirani po 'rodovima' (klanovima), čije se porijeklo nasljeđivalo po ženskoj liniji, kako navodi izvjesni svećenik Samuel Gorman), koji je bio upoznat sa situacijom među Lagunama, i koji potječu iz 1860. godine. Svaki pueblo bio je podijeljen po grupama koje su nosile imena po nekoj životinji, biljci ili ptici ili nekom drugom prirodnom elementu. Dvije osobe iz jedne takve grupe nisu smjele stupiti u brak. Zemlja je vlasništvo zajednice, a na česticu pravo polaže onaj tko ju obrađuje. Ovu svoju česticu vlasnik je mogao prodati ili pokloniti, a nakon njegove smrti, vraćala se njegovoj udovici ili kćerima, a ako je bio neoženjen, onda porodici njegovog oca. 
Svoje svečanosti lague obilježavaju 19. rujna (Festival of San Jose de Los Lagunas), 19. ožujka (San Jose's Day Festival), ostali su Three King's Day Festival (6. siječnja), San Juan's Throw Day (24. lipnja), i drugi.
Lagune se prema Hodgeu sastoje od 19 klanova od kojih su neki izumrli*, viz.: Kohaia (Bear), Ohshahch (Sun), Chopi (Badger), Tyami (Eagle), Skurshka (Water-snake), Sqowi (Rattlesnake), Tsushki (Coyote), Yaka (Corn; podijeljen na Kochinish-yaka ili Yellow-corn i Kukinish-yaka ili red-corn), Sits (Water), Tsina (Turkey), Kakhan (Wolf), Hatsi* (Earth), Mokaiqch* (Mountain Lion), Shawiti (Parrot), Shuwimi (Turquoise), Shiaska (Chaparralcock; ptica poznata kao ili Roadrunner  'cestovni trkač'  ili  'ptica trkačica'  u crtanim filmovima: Nazivaju je i paisano, ili "fellow countryman", a neki Indijanci i kao pticu-medicine. Latinski joj je naziv Geococcyx californianus, vidi slika  Arhivirana inačica izvorne stranice od 5. studenoga 2004. (Wayback Machine)), Kurtsi (Antelope), Meyo (Lizard) i Hapai (Oak).

## Jezik
Jezično Lagune i kao i jezik njihovih srodnika Acoma pripadaju u Zapadne Kerese ili (Sitsime, Kawaiko).

## Vanjske poveznice
- Laguna Pueblo Pottery
- Pueblo of Laguna  Arhivirana inačica izvorne stranice od 12. svibnja 2008. (Wayback Machine)